# Megan and Liz
Megan and Liz est un duo américain de pop formé par les jumelles Megan et Liz Mace. Depuis 2007, elles ont bâti leur popularité en postant des vidéos sur le site de partage YouTube.

## Biographie
Megan McKinley Mace et Elizabeth Morgan Mace sont nées le 21 novembre 1992 à Edwardsburg, dans l'État du Michigan. Les deux jeunes femmes composent et chantent, Megan est également guitariste. Elles se font connaître à partir de 2007 en postant des vidéos de leurs chansons sur le site YouTube. La première est une composition originale intitulée This Note, diffusée alors qu'elles sont âgées de 14 ans.
En 2009, elles reprennent Here We Go Again de la chanteuse Demi Lovato. La version des jumelles, mise en ligne avant que le clip officiel de la chanson de Demi Lovato soit disponible, est visionnée un million de fois en une semaine. La même année, le duo apparaît dans The Oprah Winfrey Show en compagnie de Taylor Swift, l'une de leurs artistes favorites. Leur premier EP, All of Our Boyfriends, est composé de cinq titres originaux. Il est mis en vente dans les magasins de musique en ligne. Les deux sœurs suivent l'exemple de Taylor Swift et persuadent leur famille de s'installer à Nashville afin d'établir plus facilement des contacts avec l'industrie musicale. Elles continuent d'alimenter leur chaîne YouTube avec des chansons originales et des reprises d'artistes comme Ed Sheeran et Justin Bieber. Leur premier single, Need Your Poison, est édité en octobre 2010. Memphis High, un autre duo popularisé grâce à YouTube, participe à l'enregistrement.
En 2012, Megan and Liz remportent un concours pour jeunes talents sponsorisé par la chaîne de magasins Macy's, ce qui leur permet de se produire dans le cadre d'un festival organisé à Las Vegas par la webradio iHeartRadio. Elles chantent également durant la Thanksgiving Day Parade organisée à New York par Macy's. La même année, Megan and Liz réalisent un EP 7-titres intitulé Bad for Me. La chanson-titre, coécrite avec Martin Johnson du groupe Boys Like Girls, illustre un spot publicitaire des magasins Macy's. Disponible sur les plates-formes de téléchargement, elle se vend à 300 000 exemplaires. En novembre 2012, leur chaîne YouTube compte 800 000 abonnés et leurs vidéos totalisent 193 millions de vues. En 2013, les deux sœurs déménagent à Los Angeles. Elles sont découvertes par le réseau Radio Disney, qui leur demande de présenter la cérémonie des Radio Disney Awards. Megan and Liz effectuent leur première tournée nationale en tant que tête d'affiche. Elles préparent la sortie de leur premier album, sur lequel travaille notamment le producteur Max Martin.
En 2014, les jumelles quittent leur collocation à LA afin de retourner à Nashville. Pour se souvenir de leurs deux ex-colocataires et amies, elles se font toutes quatre le même tatouage à l'encre blanche. Megan & Liz ont celui d'une flèche en direction de l'Est (représentant Nashville) et leurs deux amies une flèche en pointant l'Ouest (signifiant Los Angeles). Les jumelles annoncent sur le Billboard qu'elles quittent leur label "The Collective".

## Discographie

### EP
- 2009 : All of Our Boyfriends

1. Maybe, Possibly
2. Love War
3. Homerun
4. Indescribable
5. Fairytale Man

- 2011 : Megan & Liz

1. All We Have Again
2. Need Your Poison
3. Rhythm of Love
4. Grenade
5. Your Guardian Angel

- 2011 : A Twinning Christmas

1. I'll Be Home for Christmas
2. It's Christmas Time
3. Jingle Bell Rock
4. Winter Wonderland
5. Snowed in With You

- 2012 : This Time (Collective Sounds)

1. Are You Happy Now?
2. A Girl's Life
3. Happy Never After
4. Old School Love
5. World's Gunna End
6. Run Away
7. Princess Charming

- 2012 : Bad for Me (Collective Sounds)

1. Bad for Me
2. Dare
3. Boys Like You
4. Closer to Me
5. Sunset Somewhere
6. When You Were Mine
7. Like I Would

- 2014 : Simple Life

1. Simple Life
2. A Better Me
3. Karma's Coming Back For Me
4. New At This
5. Night of Our Lives
6. Switch Hearts
7. Grave